# Сабах II ас-Сабах
Сабах II бін Джабір ас-Сабах (араб. صباح جابر الصباح; 1784–1866) — четвертий емір Кувейту.
Був старшим сином і спадкоємцем еміра Джабіра I. Ще за правління батька 1841 року брав участь у перемовинах з британцями щодо укладення морського перемир'я.
Успадкував владу в Кувейту після смерті батька 1859 року. Правив до своєї смерті в листопаді 1866 року, після чого трон успадкував його старший син Абдаллах.